# Hyundai ix20
Hyundai ix20 – samochód osobowy typu minivan klasy miejskiej produkowany pod południowokoreańską marką Hyundai w latach 2010 – 2019.

## Historia i opis modelu

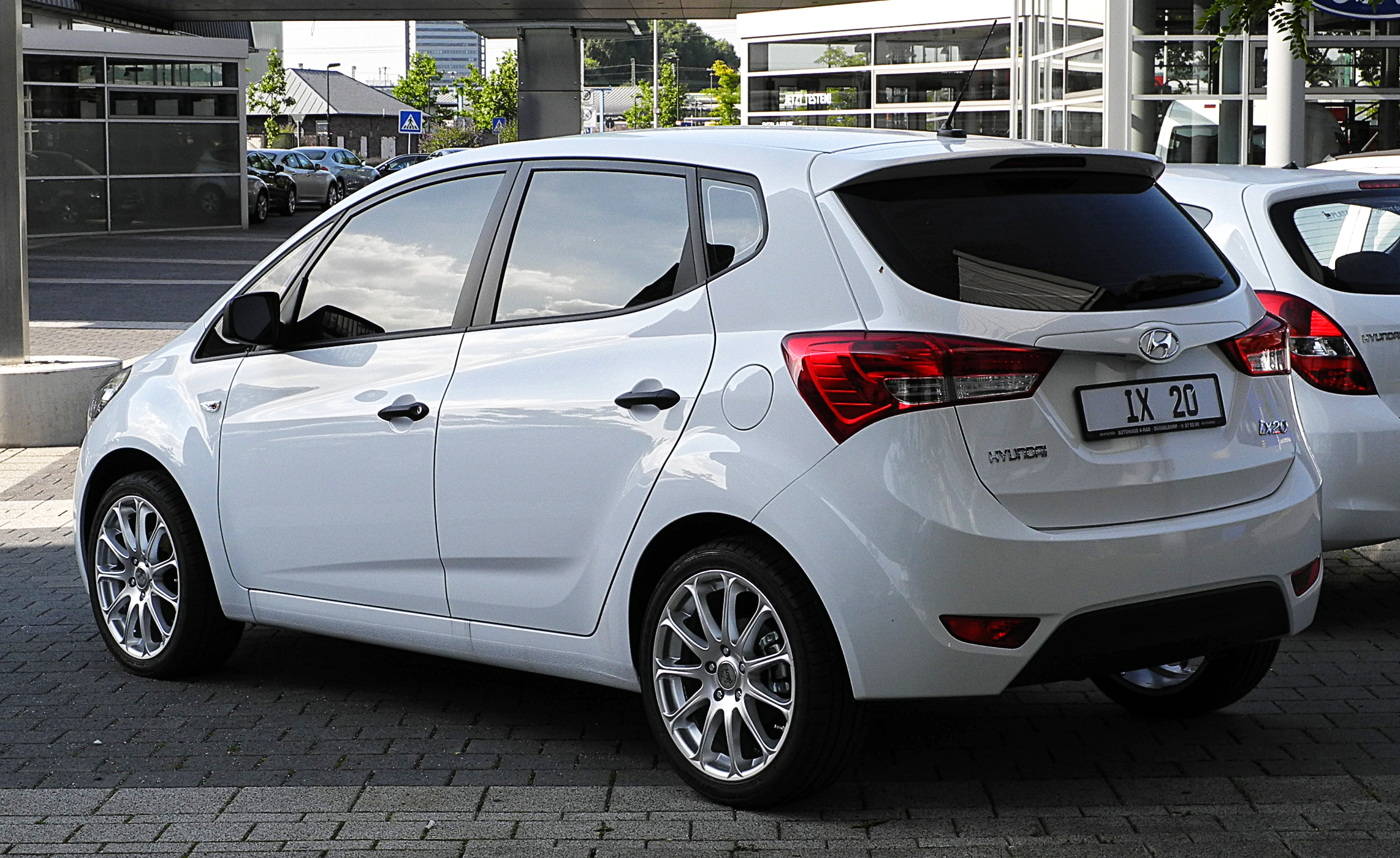
Hyundai ix20 - tył

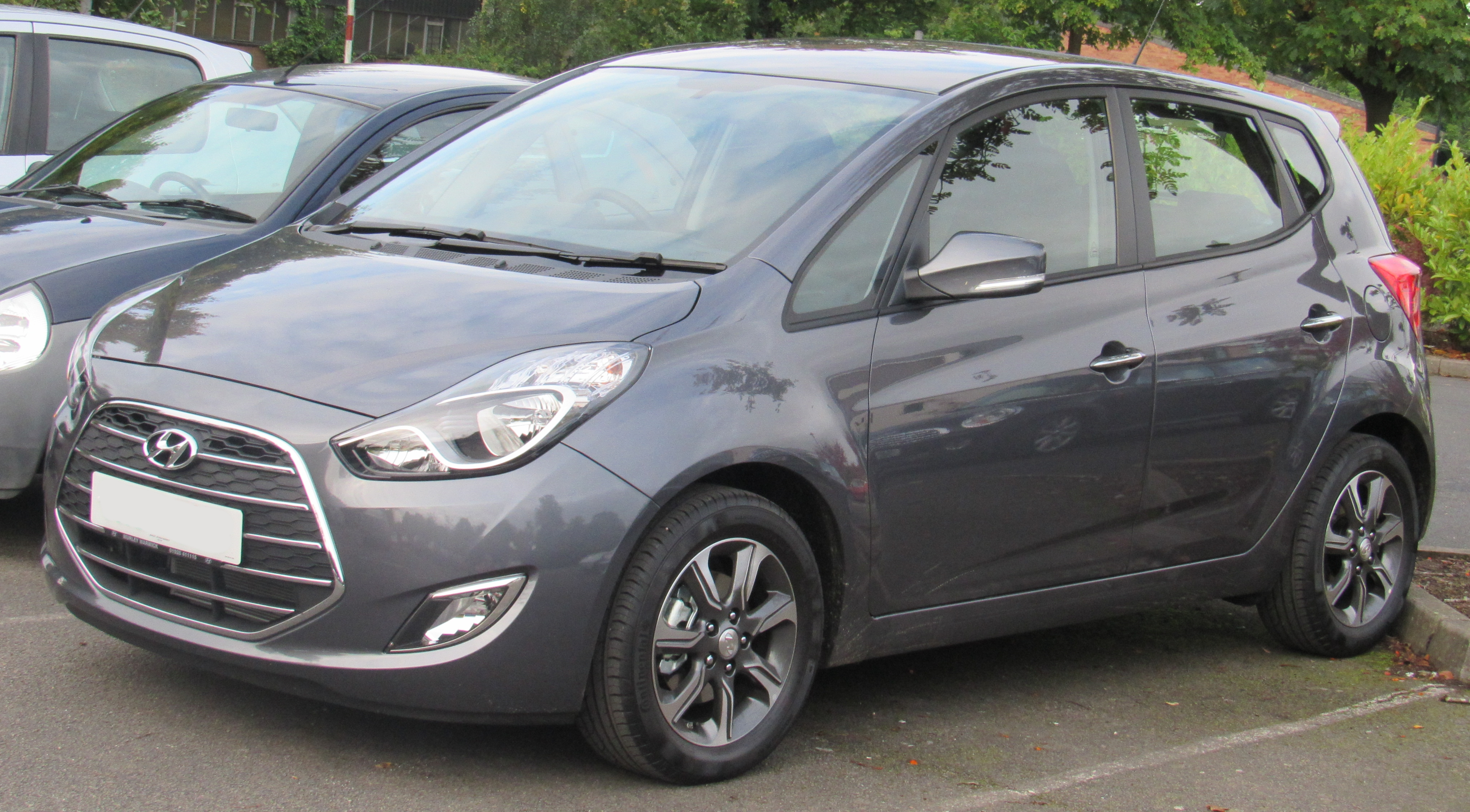
Hyundai ix20 po liftingu

Pierwsze oficjalne informacje na temat miejskiego minivana Hyundaia zbudowanego z myślą o europejskim rynku przedstawiono we wrześniu 2010 roku. Debiut pojazdu odbył się z kolei miesiąc później podczas targów motoryzacyjnych w Paryżu w 2010 roku. W dotychczasowej ofercie ix20 zastąpił przestarzały model Matrix.
Hyundai ix20 został zbudowany na bazie bliźniaczego modelu Kia Venga zaprezentowanego rok wcześniej jako drugi pojazd marki, stworzony według nowej idei stylistycznej marki "Fluidic Sculpture". Wizualnie ix20 charakteryzował się agresywnie stylizowanymi reflektorami, sześciokątnym wlotem powietrza, a także wysoko umieszczonymi lampami tylnymi.

### Lifting
Na początku 2015 roku podczas targów motoryzacyjnych w Genewie zaprezentowana została zmodernizowana wersja pojazdu. Zmieniony został na przykład pas przedni pojazdu w którym zastosowana została m.in. nowa atrapa chłodnicy, zderzak oraz reflektory. W topowych wariantach wyposażeniowych zastosowano także inny układ żarówek w tylnych lampach.

### Koniec produkcji
Po 9-letnim stażu rynkowym, produkcja Hyundaia ix20 została zakończona z końcem 2019 roku, pozostawiając w sprzedaży na kolejne miesiące jedynie pozostałe u dealerów egzemplarze. Samochód nie otrzymał następcy, stając się ostatnim minivanem w ofercie Hyundaia w Europie.

### Wersje wyposażeniowe
- Classic
- Classic Plus
- Comfort
- Style
- Premium
- Brasil

Standardowe wyposażenie podstawowej wersji pojazdu obejmuje m.in. system ABS, 6 poduszek powietrznych, zamek centralny, elektryczne sterowanie szyb, światła przeciwmgłowe. Kolejne wersje wyposażeniowe, odpowiednio wyposażone mogą zostać m.in. w klimatyzację manualną bądź automatyczną, radio CD/MP3/USB/AUX z wielofunkcyjną kierownicą, podgrzewanie i elektryczne sterowanie lusterek, komputer pokładowy, system ESP, Bluetooth, czujnik deszczu, podgrzewane przednie fotele, system statycznego doświetlania zakrętów orazz fotochromatyczne lusterko wsteczne, a także system nawigacji satelitarnej z kamera cofania, czujniki niskiego ciśnienia w oponach, składane lusterka zewnętrzne.

### Silniki
- R4 1.4l 16V 90 KM
- R4 1.6l 16V 125 KM
- R4 1.4l CRDi 77 KM
- R4 1.4l CRDi 90 KM
- R4 1.6l CRDi 115 KM
- R4 1.6l CRDi 128 KM